# Sœurs des Anges de Vilnius
Les sœurs des Anges de Vilnius (en latin : Congregatio Sororum Angelorum) forment une congrégation religieuse de droit pontifical. 

## Historique
La congrégation est fondée le 31 mars 1889 à Vilnius par le Père Wincenty Kluczyński (pl) (1847-1917), plus tard nommé archevêque de l'archidiocèse de Moguilev, pour suppléer à l'œuvre pastoral et à l'animation de la foi des prêtres exilés par l'Empire russe. La communauté est sans costume religieux et travaille clandestinement pour contrer les persécutions du gouvernement contre les congrégations religieuses catholiques. Le Père Kluczyński confie la congrégation à Mère Bronislas Stankowicz, membre des filles du Cœur très pur de Marie, qui gère la société pendant 30 ans.
L'institut reçoit l'approbation pontificale le 22 août 1913, ce qui lui a permet de s'étendre en Pologne et dans d'autres régions sous domination russe. En 1985, elles s'ouvrent aux missions africaines.
La congrégation compte deux mystiques : Sœur Wanda Boniszewska (1907-2003) religieuse stigmatisée et Sœur Hélène Majewska (1902-1967). Le directeur spirituel de cette dernière est Michel Sopoćko, qui était également le confesseur de Faustine Kowalska, apôtre de la Miséricorde Divine. Elle encourage le Père Sopoćko a fondé les sœurs de Jésus Miséricordieux.

## Activités et diffusion
Les sœurs se dédient à diverses activités qui leur sont confiées, selon les besoins. 
Elles sont présentes en :
- Europe : Lituanie, Pologne, Tchéquie, Biélorussie, Russie, Ukraine[5].
- Afrique : Cameroun, République démocratique du Congo, Rwanda[3].

La maison-mère est à Konstancin-Jeziorna en Pologne.
En 2013, la congrégation comptait 143 religieuses dans 34 maisons.